# Веденський Михайло Васильович
Веденський Михайло Васильович (*3 лютого 1887, Летичів — пом. після 7 липня 1922) — громадський діяч, військовий, начальник інформаційного відділу Військового міністерства Центральної Ради, секретар Військової ради ЦР, начальник загальної управи Військового міністерства уряду УНР, начальник судової частини коменданта тилу Дієвої Армії; сотник Армії УНР.

## Біографія
Народився в сім'ї судового слідчого Подільської губернської дільниці в Летичеві Василя Михайловича та Марії Сергіївни. Закінчив Єлисаветградську гімназію (1906) і правничий факультет Петербурзького університету (31 травня 1910).
У «Curriculum vitae» писав:
| “Весь час навчання перебував членом Української громади в Петербурзі, Українського клюбу і членом споживчого товариства “Нашим дітям” під проводом Олександра Гнатовича Лотецького. В 1912 році вступив на військову службу в саперний батальйон в м. Одесі — Єлісавет-граді. Служив до 1914 року. З вибухом Світової війни призначений в штаб начальника інженерів Петроградської військової округи. Пізніше направлений на фронт командиром саперної роти 37 саперного батальйону, де й пробув до грудня 1917 року. Після арешту більшовиками втік з Північного фронту на Україну, прибув до Київа в січні 1918 року. Вступив до Вільного козацтва, бився з большевиками в Київі до 27 січня 1918 року і в той же час був зарахований начальником інформаційного відділу українського Військового міністерства. Відступив з нашим військом із Київа. В Житомирі міністром [Олександром] Жуковським призначений бути при Волинському губернському коменданті полковнику Борковському. В квітні того ж року повернувся з Житомира до Київа і призначений начальником відділу військового міністерства і секретарем військової ради. На цій посаді пробув весь час: Центральну Раду, гетьманщину аж до її повалення. За Директорії призначений начальником загальної управи військового міністерства. Евакуювався з міністерством до Винниці, пізніше до Кам’янця, де був призначений на фронт в штаб північної групи української армії в Рівному, де й пробув до відходу армії в Галичину. Там призначений начальником судової частини Коменданта тилу Дієвої Армії. На цій посаді пробув до прибуття Армії в Україну, а комендатури - в червні 1919 року. Того місяця призначений юрисконсультом Головного державного інспектора армії. На цій посаді пробув до прибуття української армії в Чорторию в листопаді 1919 року, де після розформування установи дістався в Польщу. В лютому 1920 року призначений юрисконсультом української військової місії у Варшаві. З початком наступу українсько-польських військ на Україну в квітні 1920 року призначений Головним Отаманом на посаду директора канцелярії Головного комісара уряду УНР Лоського. По відвороті війська повернувся на становище юрисконсульта військової місії в Польщі, де пробув весь час до її ліквідації. В 1921 році під час ліквідації майже всіх установ уряду звільнений у безтермінову відпустку”. |
1908 року одружився з Вірою Веденською — членкинею Союзу українок, яка в 1909 році народила доньку Галину.